# جونی
جونی (به انگلیسی: Junee) یک شهرک در استرالیا است که در Junee Shire واقع شده‌است.